# 阿耶斯維爾 (喬治亞州)
阿耶斯維爾（英語：Ayersville）是位於美國喬治亞州斯蒂芬斯縣的一個非建制地區。該地的面積和人口皆未知。

## 地理
阿耶斯維爾的座標為34°33′39″N 83°24′48″W / 34.56083°N 83.41333°W，而該地的平均海拔高度為378米（即1240英尺）。